# Пламен Сивов
Пламен Евгениев Сивов е български музикант, публицист, поет и изпълнител.

## Биография
Роден е през 1970 г. в Сливен. Завършва Гимназия с преподаване на западни езици „Захарий Стоянов“ в родния си град. През 1989 г. завършва Юридическия факултет на Софийския университет. През 1993 – 1994 г. живее в САЩ, където провежда изследване към университета „Джонс Хопкинс“ в Балтимор за нестопанските организации в Америка. През 1997 – 1998 г. пише изследване за Световната банка по темата за отношенията между българските неправителствени организации и държавата в рамките на програмата Robert S. McNamara Fellowship. От 1996 г. е директор на фондация „Покров Богородичен“, на която е също така един от учредителите. Редактор на списание Мирна (1996 – 2008), гл. редактор на списание Свет (2009 – 2011), редактор и автор в портала Православие.БГ. Член на Управителния съвет на Световната федерация на православната младеж SYNDESMOS (1999 – 2003).
Автор на много статии за състоянието на Българската православна църква, преводач (от английски и руски) и редактор на книги и периодика. Като сценарист работи по филмите „Лепта“ (2000 г.), „Балкански дневници – Македония“ (2004). Автор е на сценария на пилотните епизоди на поредицата „Животът на другите“ на БНТ1 (2008). Участва в документалния филм „Песен и молитва“ (2014). От 2019 г. поддържа и подкаст – „Несвъртък с Пламен Сивов“.
Първите му изяви като музикант са от 2007 г., когато започва да изпълнява свои песни на фестивалите на поетите с китара. Носител на награди за поезия и авторски песни. Негови стихове и проза са публикувани в български и чуждестранни антологии. Първата му самостоятелна стихосбирка „Държавата на другия живот“ е публикувана през 2016 г.
През 2011 г. става един от създателите на Акустичния проект за нови градски песни „Точка БГ“, с която група концертира в България и в чужбина. Много от песните на Точка БГ са по негови текстове и музика. С групата записва и издава пет албума.
Издава и солови албуми и сингли с брат си Калин Сивов, барабанист в групата Allegorist, който е и автор на аранжиментите.
Женен, с едно дете.

## Музикално творчество
Пламен Сивов е автор на десетки песни. Започва да пише текстове и музика още в юношеска възраст, участва в училищна група за акустична музика, която изпълнява песни на български, английски и руски. Музикалните влияния върху формирането му включват широк спектър от стилове и традиции – от поетично-лиричната традиция на руските бардове (Б. Окуджава, В. Висоцки, Б. Гребенщиков, А. Розенбаум, А. Долски) през англоезичните singer-songwriters (автор-изпълнители), както и хард- и арт-рок, джаз, ирландски и келтски фолклор, акапела и други.
Песните му включват елементи от различни музикални стилове – fingerstyle, кънтри, боса-нова, като комбинацията им оформя разпознаваемо индивидуално звучене. В записите и в концертните си изяви Пламен Сивов използва класически фламенко китари, както и китари с метални струни.
Тематиката на поезията му включва както характерните за жанра любовна лирика и свързаната с нея баладичност, така и „социална“ поезия с остро и оригинално звучене (песните „Емигрант“, „Точка БГ“, „Иван Петров“, „Чурулик“). Пламен Сивов е автор и на много песни с религиозна и духовна тематика.
Едно от най-успешните му музикални съавторства е с Красимир Първанов от групата Точка БГ, написал музиката към десетки негови стихотворения, които се превръщат в едни от най-обичаните песни на групата. Пламен Сивов е писал музика по текстове на Ръдиърд Киплинг, Илиана Александрова, Калин Сивов и Диана Стефанова.
Освен на български, пише песни и на английски език. През 2015 г. песента му „No More Promises“ заема второ място в международната класация Beat 100 за месец ноември и първо място в категорията „независими изпълнители“ (Indie Audio Chart) на същата класация.

## Публикации
- „Данъчно третиране на нестопанските организации в САЩ“ (OSF Press, 1995)[17], монография
- The Church as an Agent of Community Development in Bulgaria (Studies in World Christianity, Edinburgh University Press, 2008)[18]
- „Държавата на другия живот“, стихосбирка, 2016[19][20], издадена и като аудиокнига[21]
- „70 песни“ – стихотворения, 2025[22]
- „Premonition“ – избрани стихотворения, превод на английски, електронно издание, 2020[23]
- „Przeczucie“ – избрани стихотворения, превод на полски, аудиокнига, 2021[24]
- „Публицистика: 1997 – 2017“ – избрани статии, електронно издание[25]

## Участие в антологии
- „Из века в век: Славянская поэзия XX-XXI веков“ („Пранат“, Москва, 2005)
- ФантAstika 2012 („Човешката библиотека“, София, 2012)[26]
- „Сънувам небето и търся Те... Щрихи от съвременната българска християнска поезия“ („Мисия Възможност“, София, 2013)[27]
- Алманах „Културна палитра 1 – 2“ (2013)[28]
- „Небе за земята – антология на българската християнска лирика“, София, 2016[29]
- „Белоцветните вишни“ („Палмира“, 2016)
- „Градски мечтатели“ („Фама'“, 2016)
- „Съдружество: Международен литературен алманах“ (2017), двуезично издание
- Християнски литературен алманах „Емпирей“ (2018)
- „Хоро над Тирол: Разкази и стихотворения на български автори от пет континента“, EuroChicago (2019)
- „Темида 7“: Литературен сборник, Съюз на юристите в България (2021)
- „Шарената сол на планетата: Разкази и стихотворения на български автори от шест континента“, EuroChicago (2022)
- Християнски литературен алманах „Емпирей“ (2023)

## Награди и отличия
- Голямата награда „Песен за България“ – Софийски вечери на авторската песен, 2009 г.
- Голямата награда в конкурса за нова песен „Срещу вятъра“ – Летни празници на изпятата поезия „Солени ветрове“, 2009 г.
- Най-добър изпълнител – Национална творческа среща на бардовете „Морски струни“, 2010 г.
- „Златен пегас“ (за поезия), 2014 г.
- I място, XI Национален поетичен конкурс „Жената – любима и майка“, 2016 г.
- I място, XXXII поетически двубой, София, 2016 г.[30]
- III място, конкурс за християнска творба „Де е Витлеем?“ на Асоциация „Емпирей“ (за поезия), 2017[31]
- Голямата награда „Песен за България“ – Софийски вечери на авторската песен, 2018 г.

## Самостоятелни албуми
- „Избрано“ (2007 г.)
- „Касиопея“ (2013 г.) – съвместно с Калин Сивов (аранжименти и инструменти)[32]
- „Ниско летиш“ (2014 г.) – съвместно с Калин Сивов (аранжименти и инструменти)[33]
- „Мистагогия“ (2019 г.)[34]
- „Берачът на мълнии“ (2020 г.)[35]
- „Небе и хляб“ (2024 г.)[36] – съвместно с джаз-пианиста Самуел Ефтимов
- „Душа“ (2024 г.)[37]

## Албуми с „Точка БГ“
- „Нови градски песни“ (2011)
- „ПредВЕРИЕ“ (2011)
- „Акварел“ (2012)
- „Август“ (2015)
- „Фонтан в дъжда“ (2018)
- „Градовете, в които ни няма“ (2020)

## Избрани статии
- Църковната криза в нас, сп. Мирна, бр. 3, 1998 г.[38]
- Рилската пустиня в душите, сп. Мирна, бр. 5, 1999 г.
- Богочовекът, сп. Мирна, бр. 9, 1999 г.
- Кой е Църквата, сп. Мирна, бр. 6, 1999 г. (съавторство с Илиана Алексанрова)
- Градове, сп. Мирна („Мислите“), 2000 г. (съавторство с Илиана Александрова)
- Визии за църквата, сп. Мирна, бр. 25
- Църковната зима, сп. Мирна, бр. 10, 2000 г.
- Лов на религиозни свободи в мътни води, сп. Мирна, бр. 14, 2001 г.
- Пушилка от папамобил, в-к Дневник, 10 май 2002 г.
- Mea culpa, в-к Дневник, 4 август 2002 г.
- Пластинатора и нашият лабиринт: опит за сърфиране, в-к Култура, бр. 48, 17 декември 2004 г.[39]
- Как се прави закон: за малките и големите пробойни, „Свобода за всеки“, бр. 6, 2005 г.[40]
- Да поискаш да станеш врабче, Православие.БГ, 2005 г.
- Враговете на Православието, сп. Foreign Policy Bulgaria, бр. 9, 2005 г.[41]
- Символни войни, Православие.БГ, 2006 г.
- Време да се говори, време да се мълчи, Православие.БГ, 2006 г.
- Асамблея „Знаме на мира“, Православие.БГ, 2006 г.
- Малкото братче в Големия брат: срамота е да мълчиш, Православие.БГ, 2006 г.
- Архонтисимо, Православие.БГ, 2007 г.
- Грозно-искрени или красиво-фалшиви?, Православие.БГ, 2007 г.
- Право на честност, Православие.БГ, 2007 г.
- Къде ни водите, Православие.БГ, 2007 г.
- Изплюване на нищото, в-к Новинар, 8 февруари 2008 г.
- Таборът отива към небето... без нас, Православие.БГ, 2008 г.
- Не така..., Православие.БГ, 2008 г.
- Кой е пичът?, Православие.БГ, 2008 г.
- Помощ! Обгрижват ни..., Православие.БГ, 2008 г.
- Наклонената вяра, Православие.БГ, 2010 г.
- Вангелиада, Православие.БГ, 2011 г.
- Православие в сърцето на Англия, сп. Свет, бр. 1, 2011 г.
- Изгубената България, сп. Свет, бр. 2, 2011 г.
- Вагонни спорове, Православие.БГ, 2011 г.
- Сбиране на Божия бизнес елит, Православие.БГ, 2011 г.
- Не убивайте присмехулника, в-к Сега, 2015[42]